# Wayne Routledge
Wayne Neville Anthony Routledge, född 7 januari 1985, är en engelsk före detta fotbollsspelare (yttermittfältare). 
Mellan 2004 och 2007 spelade Routledge 12 matcher för det engelska U21-landslaget. Han representerade under sin karriär bland annat Crystal Palace, Tottenham Hotspur, Aston Villa, Queens Park Rangers, Newcastle United och Swansea City.